# Буш-дю-Рон
Буш-дю-Ро́н (фр. Bouches-du-Rhône, дословно — «устья Роны», окс. Bocas de Ròse) — департамент Франции, один из департаментов региона Прованс — Альпы — Лазурный Берег. Порядковый номер — 13. Административный центр — Марсель. Население — 2 000 550 человек (2010).

## География
Площадь территории — 5087 км².

## История
Буш-дю-Рон был одним из первых департаментов, образованных во время Великой французской революции в марте 1790 года. Возник на территории бывшего Прованса, в 1793 году границы были изменены.
В июле 1981 года на территории Буш-дю-Рон произошло резонансное преступление, известное как резня в Орьоле.

## Административно-территориальное деление
Департамент включает 4 округа, 57 кантонов и 119 коммун.

## Государственные организации
Полицейская префектура департамента Буш-дю-Рон образована 16 октября 2012 года в связи с участившимися уголовными делами по факту наркоторговли в Марселе. Наряду с полцийеской префектурой Парижа являлась единственной полицейской префектурой в структуре Национальной полиции Франции по состоянию на 2012 год.